# Kevin Pietersen
Pour les articles homonymes, voir Pietersen.
Kevin Peter Pietersen est un joueur de cricket international anglais d'origine sud-africaine né le 27 juin 1980 à Pietermaritzburg, province du KwaZulu-Natal, Afrique du Sud.
Ce batteur débute en first-class cricket en Afrique du Sud avant de déménager en Angleterre où, devenu éligible pour l'équipe d'Angleterre, il débute au niveau international en One-day International en 2004 puis en Test cricket en 2005. Il devient capitaine de la sélection en 2008.

### Carrière internationale

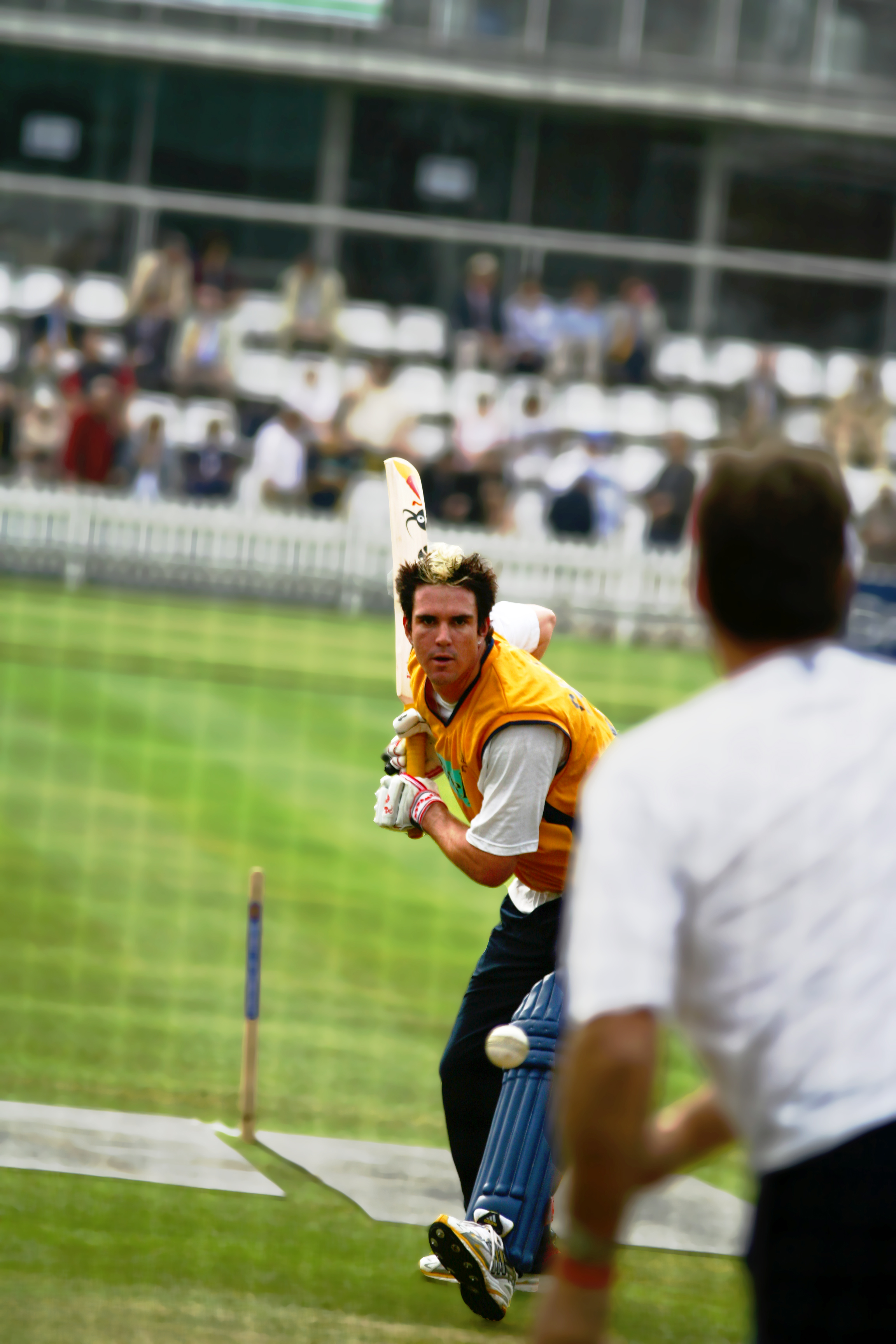
Pietersen s’échauffant au Lord’s en septembre 2005.

## Équipes
- Natal B
- KwaZulu-Natal B
- KwaZulu-Natal
- Nottinghamshire
- Hampshire

## Récompenses individuelles
- Un des cinq Wisden Cricketers of the Year de l'année 2006

### Sélections
Statistiques à jour au 26 mars 2008
- 36 sélections en Test cricket (2005- )
- 71 sélections en One-day International (2004- )
- 13 sélections en Twenty20 international (2005- )